# Roberta Bondar
Roberta Bondar (Sault Ste. Marie, 4 de desembre de 1945), metgessa neuròloga, investigadora i astronauta, és la primera dona canadenca i la primera neuròloga a viatjar a l'espai exterior.

## Carrera professional
Doctora en zoologia, agricultura, patologia experimental i neurobiologia, la doctora Bondar va començar la seva formació el 1984 a l'Agència Espacial Canadenca i el 1990 va ser nomenada astronauta especialista del Laboratori Internacional de Microgravetat; viatjà a l'espai el gener de 1992 a bord del transbordador espacial Discovery, en la missió STS-42, per dur a terme experiments biològics en el mòdul científic Spacelab. Amb aquesta missió, a més de ser la primera canadenca, també es va convertir en la primera neuròloga a anar a l'espai.
Durant gairebé una dècada, després del viatge espacial, va dirigir un equip internacional d'investigadors de la NASA que estudiava material a partir de dades d'astronautes sobre missions espacials per tal de comprendre millor els mecanismes subjacents a la capacitat del cos de recuperar-se de l'exposició a l'espai. Considerada una d'entre els més preparats en la seva àrea que havia estat a l'espai, Roberta va abandonar l'agència després d'aquest treball per esdevenir cancellera de la Universitat de Trent entre els anys 2003 i 2009. Ha rebut diversos honors en ciències, com el Saló de la fama mèdica canadenc o l'Orde del Canadà i l'Orde d'Ontario.

## Fundació Roberta Bondar
Al juliol de 2009 es va crear la Fundació Roberta Bondar, amb una primera donació de fotografia de la mateixa doctora, fotògrafa professional de natura i paisatge formada al Brooks Institute of Photography de Califòrnia, un material que constitueix actualment la base de les exposicions de l'entitat. La Fundació va néixer amb la finalitat de contribuir a millorar el coneixement de l'entorn, estimulant l'interès, l'emoció, la creativitat, la responsabilitat i també el desig d'estudiar en aquesta àrea.